# Dali Beer

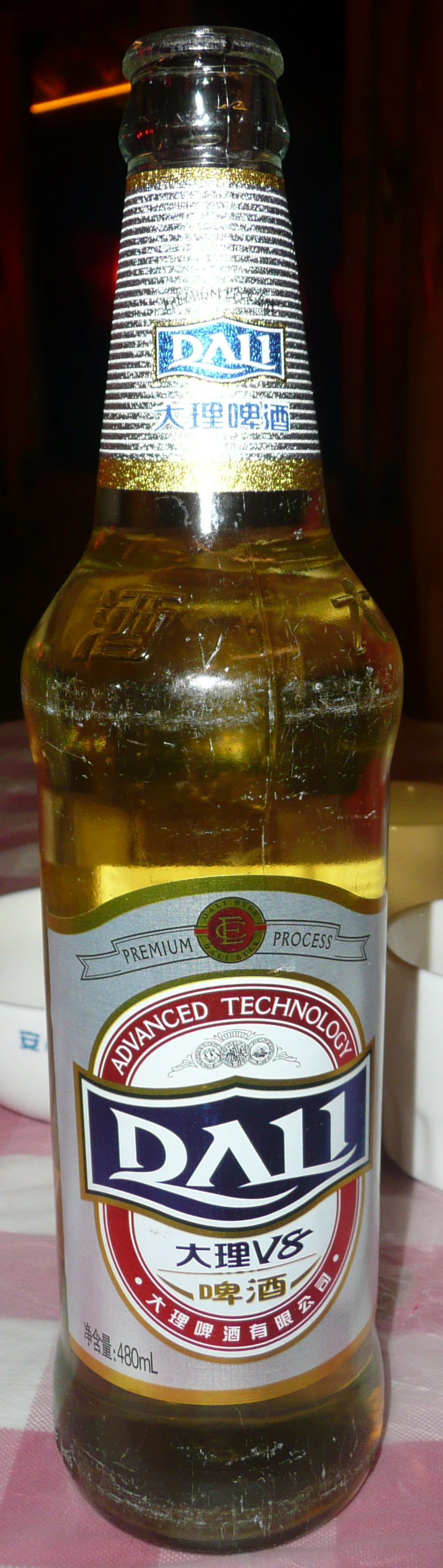
Dali Bier

Die Dali Beer Co. Ltd. (chinesisch 大理啤酒有限公司, Dali Pijiu Youxian Gongsi) ist eine Bierbrauerei in Dali. Sie wurde 1988 gegründet und gehört heute zur Carlsberg-Gruppe. Dali Bier stellt eine bekannte Biermarke in der westchinesischen Provinz Yunnan dar.

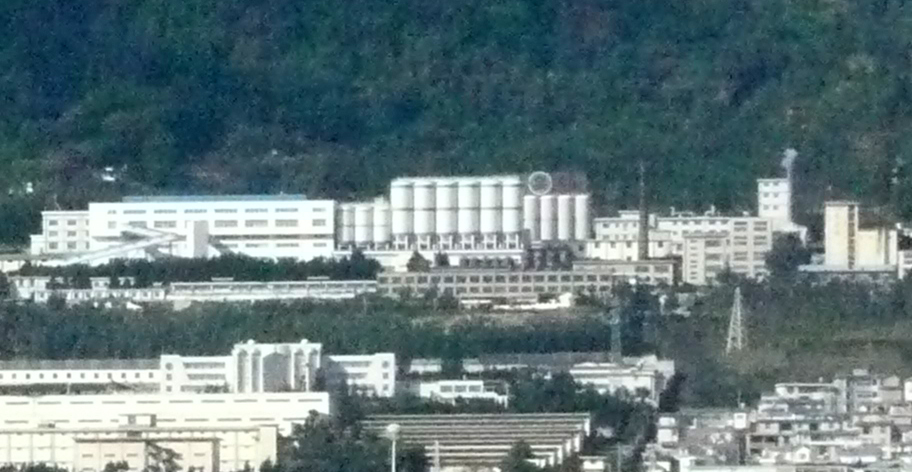
Dali Bierbrauerei

## Geschichte
Die Dali Beer Co. wurde 1988 auf Beschluss der Staatlichen Planungskommission des Ministeriums für Leichtindustrie als eines der 72 Brauerei-Projekte innerhalb des 7. Fünf-Jahrplanes (1986–1990) errichtet. 2003 wurde es vollständig in ein ausländisch-finanziertes Unternehmen überführt und gehört heute zur Dänischen Carlsberg China-Gruppe.
Mit 50 Millionen CNY wurden 2003 die Anlagen modernisiert. Wurden im ersten Jahr nach Gründung 100.000 Hektoliter Bier produziert, so waren es 2010 mehr als 2 Millionen Hektoliter.